# Хронічна токсичність
Хроні́чна токси́чність (англ. chronic toxicity, рос. хроническая токсичность) — токсичність, коли шкідлива дія речовини чи суміші речовин проявляється впродовж довгого періоду (звичайно на піддослідних тваринах таким періодом вважається 3 місяці та більше, інколи дослідження тривають кілька років, або й впродовж усього життя). 

## Типові джерела інтоксикації
Перш за все необхідно звернути увагу на посуд та інші вироби з порцеляни, фаянсу, кераміки, які не відповідають актуальним гігієнічним вимогам. Контрабандним шляхом завозяться партії посуду завозяться до України та реалізуються без сертифікатів якості. Щоб визначити шкідливість такого посуду, потрібно залишити його на 24 години у 4%-вій оцтовій кислоті і простежити чи зникнуть фарби з його поверхні (зазвичай червоні чи сині). Сполуки свинцю і кобальту, які використовуються у таких фарбах, розчиняться.  
У багатьох пральних порошках основним компонентом є фосфатні композиції. Після використання, пральні засоби із стічними водами потрапляють до водойм, осідають і стають добривом для синьо-зелених водоростей, які бурхливо розмножуються й активізується процес саморозкладу. Це спричиняє деоксигенацію води, замість якого накопичуються метан, сірководень, амоніак та інші речовини, через які гине риба, отруюються тварини. Крім того, утворюються токсичні продукти розкладу, зокрема токсини ціанобактерій, які є канцерогенним чинником.  
При знищенні гризунів іноді використовують ратиндан, зооциди тощо. Ці речовини є дуже токсичними для людей. Замість токсичних дератизаційних засобів (дефінацину) ефективним засобом проти щурів є морська цибуля, яка нетоксична для людини.  
Для боротьби із тарганами добре користуватися приманками, використовуючи атрактант молочну сироватку із піретроїдами.  Застосування препаратів у рекомендованих дозах знижує небезпечність розвитку інтоксикації у людей і теплокровних тварин.  
Вироби з полівінілхлориду (наприклад, штучні ялинки) можуть містити свинець й фталати. Підприємства-виробники подібної продукції (зокрема, дитячих іграшок) забезпечують свою продукцію надписом "PVC free", що означає "Без ПВХ". 
Алкогольні напої можуть містити метанол і брудні технічні спирти. Метанол не можна виділити із суміші із звичайним етиловим спиртом. Метанол у розбавленій горілці не можна розпізнати ні за запахом, ні за смаком. Н.Стродубом був розроблений біосенсор на основі дріжджових клітин, який дозволяє швидко визначити метиловий спирт. 
Кофеїн здійснює збуджувальну дію на центральну нервову систему, підвищує збудливість спинного мозку, збуджує дихальний і судиноруховий центри. Під впливом кофеїну підсилюється серцева діяльність. Всмоктується з шлунку, дисоціює в організмі шляхом n-диметилування і окиснення. В результаті утворюються метаболіти 1-метилксантин, 7-метилксантин, 1,7-диметилксантин, 1-метилсечова кислота, 1,3-метилсечови кислота, які виділяються із сечею. Чайне листя містить більше кофеїну, ніж кава, однак через неповний перехід його у воду чайний напій (у якому кофеїн разом із таніном утворюють танат кофеїну) містить меншу його кількість. Регулярне вживання кофеїну призводить до так званого кофеїнізму (кофеїнової залежності), що в призводить до синдрому хронічної змученості та інших негативних наслідків. Кофеїн зв'язується із аденозиновими рецепторами мозку, ендогенним агоністом для яких є аденозин. При тривалому застосуванні кофеїну можливе утворення у клітинах мозку нових аденозинових рецепторів, внаслідок чого дія кофеїну поступово зменшується. За припинення вживання кофеїну аденозин займає усі доступні рецептори, що може призвести до посилення гальмування із явищами втоми, сонливості. У великих дозах кофеїн здійснює прямий мутагенний ефект, розриваючи хромосоми, а також інгібує репаруючі ферменти. Кофеїн інгібує пострелікативну репарацію ДНК у клітині, що призводить до підвищення частоти хромосомних аберацій.           